# Bernhard Jünemann
Bernhard Jünemann (* 13. Februar 1950) ist ein deutscher Wirtschaftsjournalist.

## Karriere
Jünemann studierte von 1972 bis 1980 Wirtschaftswissenschaften und Wissenschaftliche Politik in Aachen, Freiburg und an der London School of Economics. Er schloss 1977 als Diplom-Volkswirt ab und promovierte 1980. Danach war er von 1980 bis 1984 Redakteur bei der Wirtschaftswoche und von 1984 bis 1987 Redakteur bei der Gesellschaft für Wirtschaftsfernsehen. 1987 gehörte er als Moderator zum Gründungsteam der Telebörse, wo er 1994 auch Redaktionsleiter war. Dann ging er wieder zur Wirtschaftswoche. Von 1997 bis 2009 war er stellvertretender Chefredakteur von Börse Online. 2009 wurde er Chefmoderator beim Deutschen Anlegerfernsehen, 2010 auch Mitglied dessen Vorstands.

## Publikationen
- Psychologie für Börsenprofis: die Macht der Gefühle bei der Geldanlage. Schäffer-Poeschel, Stuttgart 1997, ISBN 978-3-7910-1130-1.
- Money-Management: Risiken meistern, Kapitaleinsatz steuern, Gewinne maximieren. 3. Auflage. FinanzBuch, München 2013, ISBN 978-3-89879-808-2.